# El Pedregal, Atotonilco de Tula
El Pedregal är en ort i Mexiko.   Den ligger i kommunen Atotonilco de Tula och delstaten Hidalgo, i den sydöstra delen av landet, 60 km norr om huvudstaden Mexico City. El Pedregal ligger 2 329 meter över havet och antalet invånare är 731.
Terrängen runt El Pedregal är varierad. Runt El Pedregal är det ganska tätbefolkat, med 179 invånare per kvadratkilometer. Närmaste större samhälle är Apaxco de Ocampo, 8,0 km nordost om El Pedregal. I omgivningarna runt El Pedregal växer huvudsakligen savannskog.